# Андреассон, Рикард
Рикард Андреассон (швед. Rikard Andreasson; род. 22 января 1979 года) — шведский лыжник, призёр этапа Кубка мира. Специализируется на дистанционных гонках. 
В Кубке мира Андреассон дебютировал 14 марта 2001 года, в ноябре 2008 года единственный раз в карьере попал в тройку лучших на этапе Кубка мира, в эстафете. Кроме этого на сегодняшний день имеет на своём счету 5 попаданий в десятку лучших на этапах Кубка мира, 1 в личных гонках и 4 в командных. Лучшим достижением Андреассона в общем итоговом зачёте Кубка мира является 96-е место в сезоне 2005/06.
За свою карьеру на Олимпийских играх и чемпионатах мира пока не выступал.
Использует лыжи и ботинки производства фирмы Madshus.